# Zám község
Zám község (románul: Comuna Zam) község Hunyad megyében, Romániában. Központja Zám, beosztott falvai Almasel, Almásszelistye, Brassó, Cserbia, Deleni, Godinesd, Mikanesd, Poganesd, Pozsga, Szolcsva, Tamasesd, Valea.

## Népessége
A 2011-es népszámlálás adatai alapján a község népessége 1875 fő volt.